# Carl Egger (Alpinist)
Carl Egger (* 29. Februar 1872 in Basel; † 20. Februar 1952 ebenda) war ein Schweizer Alpinist, Skiläufer, Maler und Schriftsteller.

## Leben und Werk

Gemälde von Carl Egger: Bergbauernhof im sommerlichen Hochgebirge (1942); Pastell auf Karton.

Carl Egger war ein Sohn des Kohlenhändlers Johann Friedrich Egger und der Bertha, geborene Kummer. Kaum erwachsen erkrankte er an einem Lungenleiden. In der Folge hielt er sich für vier Jahre in Arosa auf und verfiel dem Zauber der Bergwelt. Ab 1894 war er Mitglied des Schweizer Alpen-Clubs SAC und schrieb als Korrespondent für die Zeitschrift Alpina.
Carl Egger erlernte den Beruf des Kaufmanns, wendete sich jedoch bald der Malerei zu. Er war langjähriger Kassier der Sektion Basel der GSMBA sowie des Basler Kunstvereins. Seine Werke stellte er in Gruppenausstellungen aus. 1904 war er ein Mitbegründer des Skiclubs Basel. Ab 1906 gehörte er dem Akademischen Alpenclub Zürich an und arbeitete begeistert mit an den Publikationen Urner-, Silvretta- und Berninaführer.
Egger war ein frühzeitiger Förderer hochalpinen Skilaufs und 1911 Zentralpräsident des Schweizerischen Ski-Verbandes (heute Swiss-Ski). Von 1908 bis 1917 war er Redaktor des Ski, des Jahrbuchs des SSV.
Zusammen mit dem Basler Dermatologen Guido Mischer (1887–1961) unternahm er 1914 eine Kaukasus-Expedition. Während dieser Zeit realisierte er neun Erstbesteigungen und am Vorabend des Ausbruchs des Ersten Weltkriegs die erste Skibesteigung des Elbrus. Zudem wurden topografische Fehler berichtigt sowie sorgfältige orografische Skizzen angefertigt. Ab 1897 unternahm Egger 36 Erstbesteigungen in den Schweizer Alpen. 
1915 heiratete er Renée Emma Morel. Ab 1931 war Egger Ehrenmitglied der SAC-Sektion Basel. Sein Wunsch, «Mitarbeiter an der Vergeistigung des Bergsteigens zu sein», ist ihm erfüllt worden.

## Werke
- 1915: Im Kaukasus
- 1924: Aiguilles
- 1930: Höhenluft
- 1932: Die Eroberung des Kaukasus
- 1943: Pioniere der Alpen